# Route nationale 713
Die Route nationale 713, kurz N 713 oder RN 713, war eine französische Nationalstraße, die von 1933 bis 1973 zwischen Argenton-sur-Creuse und Saint-Vaury verlief. Ihre Länge betrug 55 Kilometer.